# FM 규슈

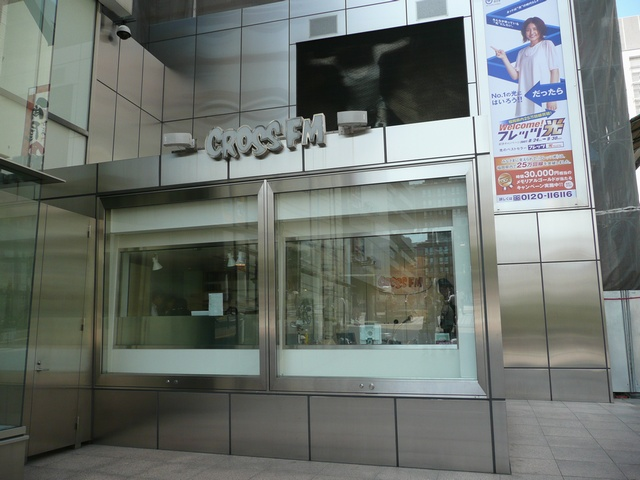
CROSS FM 키라메키 스트리트 스튜디오

FM규슈는 후쿠오카현에서 방송을 실시한 일본의 FM 방송국이다.
JFL에 가맹하였으며, 애칭은 CROSS FM, 콜사인은 JORV-FM이다.

## 개요
- 1993년 9월 1일에 일본에서 42번째, 후쿠오카현에서 2번째 민영 FM 방송국으로 개국하였으며, 본명인 FM규슈보다 애칭인 CROSS FM이 청취자 사이에서 익숙하다.
- 본사는 후쿠오카시가 아닌 기타큐슈시에 있다.
- 후쿠오카의 신문사인 니시니혼 신문과 관련이 있지만 개국당시에는 아사히 신문측도 자본참가를 했다.
- 개국 당시부터 DJ를 네비게이터라고 불렀다(아이치현의 JFL계열 방송국 집 FM도 그렇게 부른다.).
- FM802나 집 FM에서 볼 수 있는 일부 노래에 대한 규제는 거의 행해지지 않는다.
- 개국 당시부터 이어진 경영난으로 2008년 5월 7일 모회사인 주식회사 FM규슈가 경영재건을 단념하면서 같은 해 7월 1일부터 주식회사 크로스 FM에서 방송사업을 대신 시작하였다.

## 연혁
- 1993년 9월 1일 : 일본에서 42번째, 후쿠오카 현에서 2번째 FM 방송국으로 개국.
- 2008년 5월 7일 : 모회사인 FM규슈가 자력을 통한 경영 재건을 단념하기로 발표.
- 2008년 6월 30일 : 밤 12시를 기해 방송 업무를 종료하고 회사 청산 수속에 들어간다.

## 주파수
| 방송국 · 중계국 | 주파수  | 출력 | 비고                          |
| --------------- | ------- | ---- | ----------------------------- |
| 후쿠오카 송신소 | 78.7MHz | 3㎾  |                               |
| 기타큐슈 송신소 | 77.0MHz | 250W | 일본 방송법상 중계국으로 취급 |
| 구루메 중계국   | 86.5MHz | 30W  |                               |
| 유쿠하시 중계국 | 87.2MHz | 30W  |                               |
| 오무타 중계국   | 87.8MHz | 30W  |                               |

## 후쿠오카현에 있는 다른 방송국

### 텔레비전 방송국
- 규슈 아사히 방송(KBC)(라디오 방송국 겸영, TV는 TV 아사히 계열국, 라디오는 NRN계열국)
- RKB 마이니치 방송(RKB)(라디오 방송국 겸영, TV는 도쿄 방송 계열국, 라디오는 JRN계열국)
- 후쿠오카 방송(FBS)(니혼 TV 계열)
- TVQ규슈방송(TVQ)(TV 도쿄 계열)
- TV 니시닛폰(TNC)(후지 TV 계열)

### 라디오 방송국
- FM후쿠오카(JFN 계열)
- 규슈국제FM(메가네트 계열)

## 같이 보기
- CROSS FM - 2008년 7월 1일부터 FM규슈의 경영권을 이어받아 방송하고 있다.